# Phylocentropus spiniger
Phylocentropus spiniger is een fossiele soort schietmot uit de familie Dipseudopsidae.